# Phare de Squaw Island

Le phare de Squaw Island (en anglais : SquawIsland Light), est un phare inactif du lac Michigan, situé sur l'île Squaw, à environ 10 km au nord de l'île Beaver dans le Comté de Charlevoix, Michigan.

## Historique

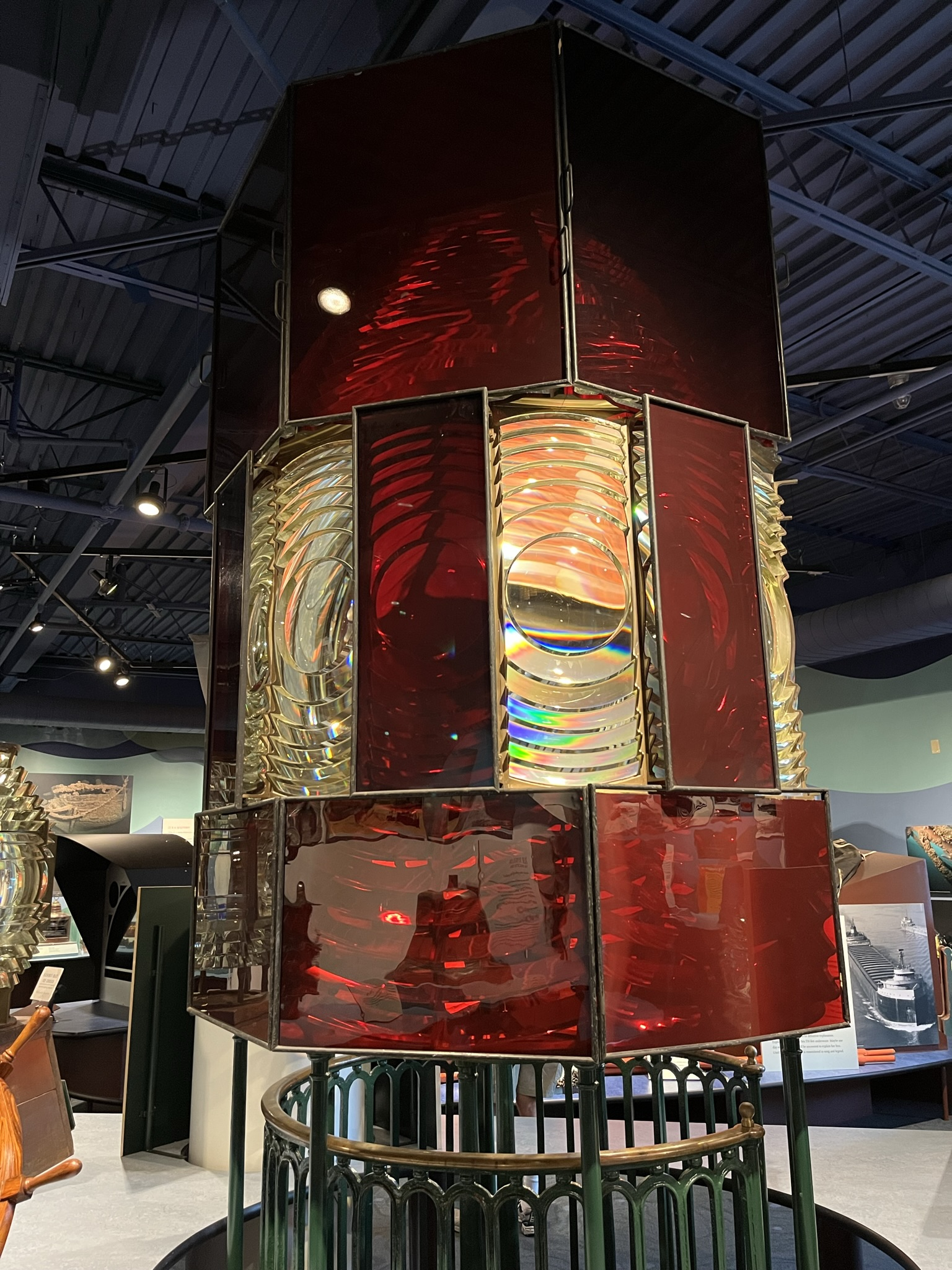
Lentille de Fresnel de deuxième ordre de 1891 du phare de Squaw Island exposée au Musée national des Grands Lacs.

L'île Squaw et le phare sont des propriétés privées et la vue sur le phare depuis l'eau est limitée en raison de la végétation.
Le Congrès américain avait affecté 25.000 $ pour construire le phare le 3 mars 1891. La construction a commencé le printemps suivant. Les travaux ont été achevés le 16 septembre 1892 et mis en service le 10 octobre 1892. Le logement d'origine, trop petit pour le chef gardien, le gardien adjoint et leurs familles, a été agrandi en 1894.
La construction de la station du phare de Lansing Shoals au large des côtes en 1928 a rendu la lumière de l'île Squaw obsolète et la station a été abandonnée. Le phare s'est détérioré pendant de nombreuses années de négligence jusqu'à ce que l'île Squaw soit passée à la propriété privée. La restauration de la station est effectuée par les propriétaires.
Identifiant  : ARLHS : USA-786 .

### Lien connexe
- Liste des phares au Michigan